# 산마리노의 재외공관 목록

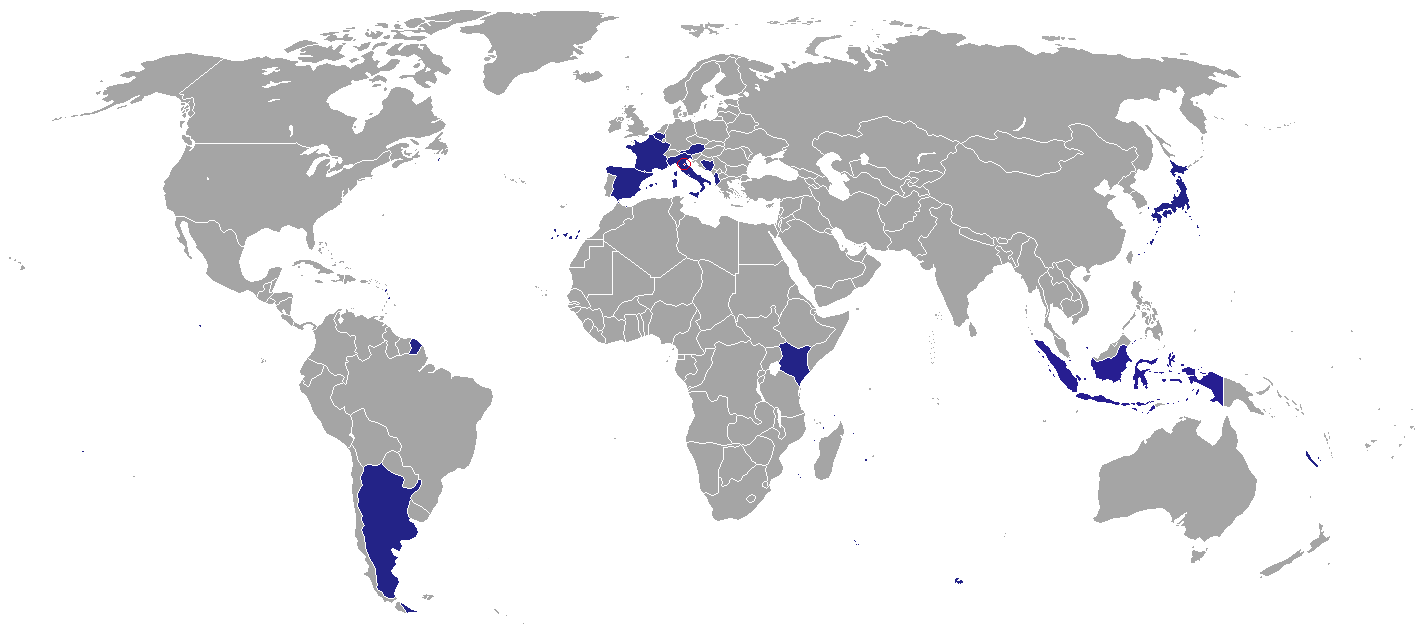
각국에 상주하고 있는 산마리노 재외공관들이다.

산마리노의 재외공관 목록은 산마리노 주재 대사관을 각국에 상주시켜 놓는 것을 의미하며, 산마리노의 재외공관을 나열한 목록이다.

## 아메리카·아시아
- 미국 : 워싱턴 D.C. (대사관)
- 일본 : 도쿄도 (대사관)
- 인도네시아 : 자카르타 (대사관)

## 유럽
- 오스트리아 : 빈 (대사관)
- 벨기에 : 브뤼셀 (대사관)
- 보스니아 헤르체고비나 : 사라예보 (대사관)
- 프랑스 : 파리 (대사관)
- 바티칸 시국 : 바티칸시티 (대사관)
- 이탈리아 : 로마 (대사관)
- 스페인 : 마드리드 (대사관)

## 국제 기구
- 뉴욕 : 유엔 산마리노 정부 대표부
- 브뤼셀 : EU 산마리노 정부 대표부
- 제네바 : ICRC, 유엔 산마리노 정부 대표부
- 파리 : 유네스코 산마리노 정부 대표부
- 스트라스부르 : 유럽 평의회 산마리노 정부 대표부

## 같이 보기
- 산마리노 주재 외국공관 목록